# Hans Wunderlich (Politiker)
Hans Wunderlich (* 18. Juni 1899 in München; † 26. Dezember 1977 in Osnabrück) war ein deutscher Journalist und Politiker (SPD).

## Leben und Beruf
Wunderlich begann seine journalistische Laufbahn 1919 in Einbeck. Anschließend arbeitete er bis 1928 als Redakteur bei der „Freien Presse“ in Osnabrück. Nach der Machtübernahme der Nationalsozialisten war er als Gärtner, Obstpflanzer und Geflügelzüchter tätig. In Zusammenhang mit dem Stauffenberg-Attentat vom 20. Juli 1944 wurde Wunderlich verhaftet. Nach dem Zweiten Weltkrieg war er von 1947 bis 1950 Mitherausgeber und Redakteur der „Nordwestdeutschen Rundschau“. 1953 ging er nach Dortmund und arbeitete als politischer Redakteur bei der Westfälischen Rundschau, deren Chefredaktion er 1961 übernahm.

## Partei
Wunderlich trat 1920 in die SPD ein. Nach dem Zweiten Weltkrieg beteiligte er sich an der Neugründung der Partei und war seit Juli 1947 stellvertretender Vorsitzender des SPD-Bezirksverbandes Aurich, Osnabrück und Oldenburg.

## Abgeordneter
Wunderlich war 1948/49 Mitglied des Parlamentarischen Rates.

## Ehrungen
- Hans-Wunderlich-Straße in Osnabrück

| Personendaten    | Personendaten                                  |
| ---------------- | ---------------------------------------------- |
| NAME             | Wunderlich, Hans                               |
| KURZBESCHREIBUNG | deutscher Journalist und Politiker (SPD), MdPR |
| GEBURTSDATUM     | 18. Juni 1899                                  |
| GEBURTSORT       | München                                        |
| STERBEDATUM      | 26. Dezember 1977                              |
| STERBEORT        | Osnabrück                                      |